# Raionul Novopskov, Luhansk
Novopskov (în ucraineană Новопсковський район, transliterat: Novopskovskîi raion) este un raion în regiunea Luhansk, Ucraina. Reședința sa este așezarea de tip urban Novopskov.

## Demografie
Componența lingvistică a raionului Novopskov
     Ucraineană (92,2%)
     Rusă (7,52%)
     Alte limbi (0,09%)
Conform recensământului din 2001, majoritatea populației raionului Novopskov era vorbitoare de ucraineană (92,2%), existând în minoritate și vorbitori de rusă (7,52%).